# 第5師団 (朝鮮人民軍)
第5歩兵師団（だい5ほへいしだん、朝鮮語: 제5보병사단）は、朝鮮人民軍の正規師団の一つ。朝鮮族主体の部隊であった中国人民解放軍第164師が直接の前身で、その源流は朝鮮義勇軍第3支隊に遡る。1945年以降、中国共産党の指揮下で国共内戦を戦い、1949年7月に朝鮮民主主義人民共和国へ移動して朝鮮人民軍に編入された。1950年6月25日に勃発した朝鮮戦争の初期には朝鮮半島東海岸を進撃した。

## 前史
1942年以降、延安から北満州に派遣され地下工作を行っていた朝鮮独立同盟の李相朝（金沢明）は、1945年8月20日、ハルビン市において朝鮮独立同盟北満特別委員会を組織した。さらに、1か月足らずで300人の朝鮮人青年を集め、9月25日、ハルビン保安総隊朝鮮独立大隊を編成した。李相朝を大隊長兼政治委員とし、大隊本部、警衛小隊、三個中隊合わせて兵力約500名からなる部隊であった。李相朝はソ連軍ハルビン衛戍司令部に武器弾薬の支給を掛け合ったが、旧東北抗日連軍の中国人幹部李兆麟が衛戍副司令であったためこの要請は快諾された。独立大隊は日本製武器で武装し、旧満州国軍第4軍管区司令部に駐屯して訓練を行った。
1945年11月19日には瀋陽市から朱徳海ら19人が合流。翌11月20日、中国共産党松江省委員会とともにハルビンを撤収した。11月25日、ハルビン近郊の賓県へ移駐した独立大隊は朝鮮義勇軍第3支隊に発展した。支隊長は李相朝、政治委員は朱徳海で、その他の支隊幹部は副支隊長に李徳山（金昌徳）、参謀長に金延、政治部主任に李根山、供給処長に関鍵（黄載然）といった面々であった。隷下に3個大隊が編成され、それぞれの大隊長には王輝、柳登、金学龍が任命された。第3支隊は中共東北局の陳雲の指導を受け、引き続き賓県に駐屯しながら諸機関を警備。12月以降は延寿県に退避してきた松江省政府の警護と周辺土匪の討伐に従事した。
1946年3月25日、中共東北局は「朝鮮義勇軍暫定改編に関する方案」を公表した。この方案により朝鮮義勇軍各隊は中国の地方部隊として中共の直接支配下に置かれ、朝鮮人幹部の朝鮮半島への帰国も進められることになった。第3支隊は東北民主連軍松江軍区独立第8団に改称し、松江軍区司令聶鶴亭の直接指揮を受けた。当時の兵力は約2000名であった。4月28日にはソ連軍の撤収に伴いハルビンを再占領し、旧日本領事館に団本部を置いてハルビン衛戍任務に当たった。松江公安総隊政治委員のチョエンパ（中国人）は、軍区内で最も信頼された部隊であり、中共東北局の中心であるハルビンの守備を担当し、重要な役割を果たしたと回想している。
以降2年ほど、第8団は土匪討伐を除けばほとんど前線に赴く機会がなく、もっぱら兵力の拡充に努力した。とは言え、近隣で最も朝鮮族人口の集中する牡丹江市では金光侠が別に朝鮮族部隊を編成しており、当該地域からの募兵ができなかった第8団の兵力は多い時でも3000名に達しなかった。1946年秋には李相朝、金延、李根山が入北し、支隊長に李徳山、参謀長に関鍵、政治部主任に鄭京浩が昇格した。
1948年3月、第8団は長春市の攻略作戦に参加するため前線へ向かう。同時期に朱徳海が東北行政委員会朝鮮民族事務処長に転任、鄭京浩も入北して朝鮮民主党中央副委員長となり、張福が政治部主任に昇格した。第8団は吉南軍区第72団、牡丹江地区朝鮮族部隊とともに煙筒山に移動し、これらの部隊を集成して独立第11師が新設された。第72団、第8団、牡丹江地区部隊はそれぞれ独立第11師の第1団、第2団、第3団に改編された。吉南軍区第72団は朝鮮義勇軍第7支隊を母体として吉林省樺甸県で編成された部隊で、実戦経験が豊富であった。牡丹江朝鮮族部隊は前述の通り旧東北抗日連軍出身の金光侠が編成した部隊で、約2400名の兵力だったが、実戦経験はなく幹部の大半は中国人であった。
独立第11師の幹部も師長の王効明、政治委員の宋景華、参謀長の康干生、政治部主任の王海清らはみな中国人で、朝鮮人は副師長に李徳山、政治部副主任に張福が就くに留まった。隷下の3個団の幹部にも中国人が多く、朝鮮人からは朝鮮義勇軍第5支隊教導隊長の朴松波が第3団参謀長、第5支隊幹部の朴正徳が第3団政治部主任、第7支隊出身の金鳳文が第2団政治部副主任、第3支隊参謀長の関鍵が第2団長に任命された。1948年5月に開始された長春包囲戦は10月に大勢が決し、独立第11師も長春に入城、旧関東軍司令部に師団司令部を置いて長春衛戍任務に当たることとなった。1949年初頭、独立第11師は人民解放軍東北軍区第164師に改称され、隷下の各団も第490団、第491団、第492団となった。
1949年5月、朝鮮人民軍への編入が第164師幹部に内示されたが、それに伴って中国人幹部の異動が課題となった。当時、大隊長級の5割超、連隊長以上の7割超が中国人幹部により占められており、一度にこれを入れ替えようとすれば指揮空白が生じるためである。結局、異動を複数回に分けて行い朝鮮人幹部で穴を埋めたが、そのために噂が広まり入北の方針は半ば公然のものとなった。5月末には人民軍の軍官10人余りが長春にやって来て第164師の中下位幹部に正規化訓練を施した。これは人民解放軍の今後の正規化の準備であると説明されたが、人民軍への編入の準備であることは明白であった。当時、第164師の兵力は約8000名に過ぎず、装備も貧弱であったため、人民軍の編成に基づいた砲兵の組織と兵力の拡充が急がれた。興京県朝鮮族中隊の全員が編入された他、延辺で新兵約3000名が補充された。
1949年7月20日以降、第164師は1日おきに出発する貨物列車で分散して入北した。機密保持のために封印列車として運行されたため用便が問題となり、車輛の片隅に穴を開けた缶を二つ置いて解決したと伝えられる。咸鏡北道羅南に到着した第164師は人民軍第5師団に改編された。

## 朝鮮戦争
| 第5師団  | 師団長       | 金昌徳 | 少将 |
| 第5師団  | 文化副師団長 | 張福   | 総佐 |
| 第5師団  | 砲兵副師団長 | 朴松波 | 総佐 |
| 第5師団  | 後方副師団長 | 金粒   |      |
| 第5師団  | 参謀長       | 趙寛   | 総佐 |
| 第10連隊 | 連隊長       | 朴正徳 | 大佐 |
| 第10連隊 | 文化副連隊長 | 鄭吉雲 | 中佐 |
| 第10連隊 | 参謀長       | 桂宇燮 | 中佐 |
| 第11連隊 | 連隊長       | 金鳳文 | 大佐 |
| 第11連隊 | 文化副連隊長 |        |      |
| 第11連隊 | 参謀長       | 鄭範   | 中佐 |
| 第12連隊 | 連隊長       | 王輝   | 大佐 |
| 第12連隊 | 文化副連隊長 | 金道龍 | 中佐 |
| 第12連隊 | 参謀長       | 尹明煥 | 中佐 |
| 砲兵連隊 | 連隊長       | 車均燮 | 大佐 |

第5師団は、それまで羅南で人民軍第2師団が駐屯していた旧日本軍第19師団兵営に移動した。師団長に金昌徳（李徳山）、文化副師団長に張福、砲兵副師団長に朴松波、後方副師団長に関鍵が任命された。参謀長は当初空席で朴松波が代行した。関鍵は後方副師団長任命に不満を抱き、師団を離れ後に鉄道警備旅団長となった。それに代わって第164師供給副部長だった金粒が後方副師団長に就いた。
また、隷下の各連隊を見ると、第10連隊は連隊長が朴正徳、文化副連隊長が鄭吉雲、参謀長が桂宇燮。第11連隊は連隊長が金鳳文、参謀長が鄭範。第12連隊は連隊長が王輝、文化副連隊長が金道龍、参謀長が尹明煥。砲兵連隊は連隊長が車均燮であった。1950年春、第6師団第15連隊長だった趙寛が第5師団参謀長へ転任した。6月10日、第5師団は機動訓練作戦命令によって召集され、列車で38度線近傍の東海岸襄陽へ向けて南下した。
東海岸において韓国軍第8師団（李成佳師団長）に対する攻勢を担任することになったのは、第5師団第10連隊、38度線警備第1旅団（呉白龍旅団長）、第766部隊（呉振宇部隊長）、海軍第945陸戦隊であり、第10連隊は第1警備旅団の指揮下に入った。江陵付近に布陣する韓国第8師団に対し、人民軍は第1警備旅団の7個歩兵大隊が第1梯隊として38度線を突破するとともに、第766部隊及び第945陸戦隊が江陵南方に奇襲上陸し、これを挟撃・殲滅することを企図していた。第10連隊は第1警備旅団に後続する第2梯隊として起用される計画であった。
一方で、第5師団第11連隊及び第12連隊は中部地域において人民軍第2軍団（金光侠軍団長）の第2梯隊として控置されることになった。中部地域で攻勢に参加した部隊は他に第2師団（李青松師団長）、第12師団（全宇師団長）、第603モーターサイクル連隊である。第1梯隊の第12師団が洪川方面へ攻撃を開始した後、これに後続して横城・原州方面へ戦果を拡大することを期待された。これにより韓国軍の増援を遮断し、第2軍団の第1段階目標である原州・三陟線への進出を達成する計画であった。
6月25日、38度線全域に渡って人民軍は南侵を開始し、朝鮮戦争が勃発した。東海岸では第1警備旅団の攻撃が停滞した後、6月27日4時より第10連隊も前線に投入された。以降、第5師団は東海岸沿いを順調に進撃するが、7月上旬にアメリカ海軍が東海岸を封鎖したことにより2個連隊は内陸を300キロメートルも迂回することを余儀なくされ、盈徳に到達するまでに約1800名の損害を被った。7月17日以降三度に渡り盈徳の争奪を繰り返し、第12連隊は連隊参謀長の尹明煥が戦死、兵力をほとんど喪失した。第5師団は米海軍の艦砲射撃に晒されつつ7月末には浦項に到達したが、浦項の戦いでも一進一退の末に多大な損害を被った。9月に後退戦を開始時点で、師団の兵力は約3000名にまで減少していた。後退過程で後方副部長の洪哲総佐などの高位幹部が投降、帰順した。
その後は中国人民志願軍の参戦まで山岳地帯で逼塞していたが、1951年春に鎮南浦で新設された第4軍団の隷下に入り西海岸へ移動、停戦まで大きな戦闘を経験しなかった。後に中国東北部に移り住んだ第5師団の除隊軍官に聞くと、朝鮮戦争で最も印象的な経験として米海軍の艦砲射撃を挙げる者が多いという。朝鮮戦争の戦功により第10連隊は近衛連隊の称号を得た。この部隊は吉南軍区第72団、ひいては朝鮮義勇軍第7支隊が前身である。